# Sveti Dizma
Sveti Dizma, poznat i kao dobri razbojnik, jedan je od dvojice neimenovanih razbojnika u Lukinom izvještaju o Isusovom raspeću u Novom zavjetu. 
Evanđelje po Luki opisuje kako traži od Isusa da ga se sjeti kada stigne u svoje kraljevstvo. Drugi, nepokajani razbojnik izaziva Isusa da spasi sebe i obojicu i tako dokaže da je Mesija.
| »            | Jedan ga je od obješenih zločinaca pogrđivao: »Nisi li ti Krist? Spasi sebe i nas!« A drugi ovoga prekoravaše: »Zar se ne bojiš Boga ni ti, koji si pod istom osudom? Ali mi po pravdi jer primamo što smo djelima zaslužili, a on – on ništa opako ne učini.« Onda reče: »Isuse, sjeti me se kada dođeš u kraljevstvo svoje.« A on će mu: »Zaista ti kažem: danas ćeš biti sa mnom u raju!« | « |
| Lk, 23,39-44 | |   |

Prema predaji rodio se u razbojničkoj obitelji koju je Sveta obitelj susrela na svojem bijegu u Egipat. Bunar s vodom kojom je Djevica Marija prala malog Isusa postao je čudotvoran, pa su mnogi bolesnici dolazili po nju i ozdravljali. Legenda govori da su po tu vodu došli i Dizmini roditelji, a kad ju je njihov bolesni sin kušao, ozdravio je.
Službeno se štuje u Katoličkoj Crkvi. Rimski martirologij stavlja njegov spomendan 25. ožujka zajedno s blagdanom Blagovijesti zbog drevne kršćanske predaje da su Krist (i razbojnik) bili razapeti i umrli točno na godišnjicu Kristova utjelovljenja.
Danas na svijetu postoji oko sedam crkava, a u Južnoj Americi postoji i jedna katedrala posvećena svetomu Dizmi. Najstarija crkva na svijetu posvećena njemu sagrađena je još 1706. godine u Zagrebu na Gornjem gradu. U njoj su vrijedne relikvije. Jedna su čestice križa na kojem je visio Krist Gospodin koje su ugrađene u oltar crkvice. Druga su znamenita relikvija potrgane i iznošene sandale koje je nosila Sveta Majka Terezija za svojega boravka u Zagrebu uoči dodjele Nobelove nagrade za mir.